# كاسولنفو (بافيا)
كاسولنفو (بالإيطالية: Cassolnovo)‏ هي بلدة تقع في مقاطعة بافيا بإقليم لومبارديا في شمال إيطاليا. تبلغ مساحة هذه المدينة 32 (كم²)، وترتفع عن سطح البحر م، بلغ عدد سكانها 6203 نسمة في عام 2004 حسب إحصاء المعهد الوطني للإحصاء.